# کیریو ماتویف
کیریو ماتویف (اوکراینی: Кирило Олегович Матвєєв؛ زادهٔ ۲۲ ژوئن ۱۹۹۶) بازیکن فوتبال اهل اوکراین است.
از باشگاه‌هایی که در آن بازی کرده‌است می‌توان به باشگاه فوتبال متالورگ دونتسک اشاره کرد.